# قرار مجلس الأمن التابع للأمم المتحدة رقم 432
قرار مجلس الأمن التابع للأمم المتحدة رقم 432، الذي تم تبنيه بالإجماع في 27 يوليو 1978، بعد إعادة التأكيد على القرارات السابقة حول هذا الموضوع بما في ذلك القرار 385 (1976)، حث المجلس على احترام وحدة أراضي ناميبيا من قبل جنوب إفريقيا ودعا إلى الدمج الكامل لولفس بيفي ناميبيا. كانت المدينة تدار مباشرة من قبل جنوب إفريقيا.